# Анна Шлезвіг-Гольштейн-Готторпська
Анна Шлезвіг-Гольштейн-Готторпська (нім. Anne von Schleswig-Holstein-Gottorf; нар. 3 лютого 1709 — пом. 1 або 2 лютого 1758) — представниця німецької знаті XVIII століття з династії Гольштейн-Готторпів, донька князя-єпископа Любека Крістіана Августа та принцеси Альбертіни Баден-Дурласької, дружина герцога Вільгельма Саксен-Гота-Альтенбурзького.

## Біографія
Анна народилась 3 лютого 1709 року у Готторпі. Вона була четвертою дитиною і третьою донькою в родині князя-єпископа Любека Крістіана Августа, що вже рік єдиноправно виконував обов'язки регента герцогства Гольштейн-Готторпського при малолітньому небожі Карлі Фрідріху. Матір'ю була Альбертіна Фредеріка Баден-Дурласька. Дівчинка мала старшого брата Карла Августа та сестер Ядвіґу Софію і Фредеріку Амалію. Згодом у неї з'явилося ще семеро братів та сестер.
У віці 33 років Анну пошлюбив 41-річний герцог Вільгельм Саксен-Гота-Альтенбурзький, молодший брат правителя Саксен-Гота-Альтенбургу Фрідріха III. Весілля відбулося 8 листопада 1742 у Гамбурзі. Дітей у них не було.
Анна пішла з життя на початку лютого 1758 року.